# Pouhon (Aywaille)
Pouhon est un hameau de la commune d'Aywaille dans la province de Liège en Région wallonne (Belgique). Avant la fusion des communes, Pouhon faisait partie des communes d'Ernonheid et de Harzé.

## Étymologie
Pouhon vient du wallon pouhî qui signifie puiser. En effet, le Pouhon de Harzé est une source d'eau minérale ferrugineuse qui a donné son nom à cette localité qui fut prospère du XVe au XVIIe siècle, grâce à l'industrie du fer.

## Situation
Ce hameau ardennais est arrosé par le ruisseau du Pouhon qui reçoit en rive droite le ruisseau du Paradis. Le ruisseau du Pouhon prendra plus loin le nom de Lembrée. La N.30 Liège-Bastogne traverse le hameau.

## Patrimoine
- La Chapelle Sainte-Anne des Pouhons, date de 1524.

.
Une aire de détente comprenant un barbecue se trouve à proximité de la chapelle.

## Source et lien externe
http://users.skynet.be/maevrard/POUHONS.html